# خوشاب (جیرفت)
خوشاب (جیرفت)، روستایی از توابع بخش ساردوئیه شهرستان جیرفت در استان کرمان کشور ایران است.

## جمعیت
این روستا در دهستان ساردوئیه قرار دارد و براساس سرشماری مرکز آمار ایران در سال 1390، جمعیت کل آن هفت خانوار متشکل از ۳۶ نفر بوده‌است که از این تعداد 20 نفر مرد و 16 نفر زن بوده‌اند.

## جغرافیا
روستای خوشاب در دهستان ساردوئیه واقع شده و در منطقه‌ای کوهستانی و خوش آب و هوا قرار دارد. این روستا به دلیل موقعیت جغرافیایی خاص خود، دارای طبیعتی بکر و چشم‌نواز است.

## پیشینه تاریخی
در فرهنگ جغرافیایی ایران جلد هشتم آمده که روستای خوشاب "دهی است از بخش ساردوئیه از شهرستان جیرفت ، واقع در جنوب باختری ساردوئیه و 4هزارگزی راه مالرو جیرفت به ساردوئیه با 101 تن سکنه."

## اقتصاد
اقتصاد روستای خوشاب عمدتاً بر پایه کشاورزی و دامداری استوار است. محصولات کشاورزی این روستا شامل محصولات باغی و زراعی است. دامداری نیز به صورت سنتی و مدرن در این روستا انجام می‌شود.

## فرهنگ و آداب و رسوم
مردم روستای خوشاب دارای فرهنگ غنی و آداب و رسوم خاص خود هستند. آن‌ها به زبان فارسی با لهجه محلی صحبت می‌کنند و از موسیقی و هنرهای سنتی منطقه لذت می‌برند.

## جاذبه‌های گردشگری
روستای خوشاب به دلیل طبیعت زیبا و آب و هوای مطبوع، دارای جاذبه‌های گردشگری متعددی است.